# Silpha
Silpha is een geslacht van kevers uit de familie van de aaskevers (Silphidae).

## Soorten
- Silpha alpestris Kraatz, 1876
- Silpha carinata Herbst, 1783
- Silpha koreana Cho & Kwon, 1999
- Silpha obscura Linnaeus, 1758
- Silpha olivieri Bedel, 1887
- Silpha perforata Gebler, 1832
- Silpha puncticollis Lucas, 1846
- Silpha tristis Illiger, 1798
- Silpha tyrolensis Lalcharting, 1781